# Auxis rochei
Auxis rochei е вид бодлоперка от семейство Scombridae. Видът не е застрашен от изчезване.

## Разпространение и местообитание
Разпространен е в Австралия, Албания, Алжир, Американска Самоа, Ангола, Ангуила, Антигуа и Барбуда, Аржентина, Асенсион и Тристан да Куня, Бангладеш, Барбадос, Бахамски острови, Бахрейн, Белгия, Белиз, Бонер, Бразилия, Британски Вирджински острови, Великобритания, Венецуела, Виетнам, Габон, Гамбия, Гана, Гваделупа, Гвиана, Гвинея, Гвинея-Бисау, Гибралтар, Гренада, Гърция, Демократична република Конго, Джибути, Доминика, Доминиканска република, Египет, Еквадор, Екваториална Гвинея, Еритрея, Западна Сахара, Йемен, Израел, Индия, Индонезия, Йордания, Ирак, Иран, Ирландия, Испания, Италия, Кабо Верде, Кайманови острови, Камбоджа, Катар, Кения, Кипър, Китай, Колумбия, Коморски острови, Коста Рика, Кот д'Ивоар, Куба, Кувейт, Кюрасао, Либерия, Либия, Ливан, Мавритания, Мавриций, Мадагаскар, Майот, Малайзия, Малдиви, Малки далечни острови на САЩ, Малта, Мароко, Мексико, Мианмар, Мозамбик, Монако, Монсерат, Намибия, Нидерландия, Никарагуа, Нова Зеландия, Обединени арабски емирства, Оман, Остров Рождество, Остров Света Елена, Острови Кук, Пакистан, Палау, Панама, Папуа Нова Гвинея, Перу, Португалия, Провинции в КНР, Реюнион, Русия, Саба, Салвадор, Самоа, Сао Томе и Принсипи, Саудитска Арабия, САЩ, Свети Мартин, Северна Корея, Сейнт Винсент и Гренадини, Сейнт Китс и Невис, Сейнт Лусия, Сейшели, Сен Естатиус, Сенегал, Сиера Леоне, Сингапур, Синт Мартен, Сирия, Словения, Сомалия, Судан, Суринам, Тайван, Тайланд, Танзания, Тринидад и Тобаго, Тунис, Турция, Търкс и Кайкос, Уругвай, Филипини, Франция, Френска Гвиана, Френска Полинезия, Хаити, Хондурас, Хърватия, Шри Ланка, Южна Африка, Южна Корея, Ямайка и Япония.
Обитава полусолени и тропически води, океани, морета, заливи, крайбрежия и реки. Среща се на дълбочина от 1 до 1537 m, при температура на водата от 3,7 до 27,1 °C и соленост 34,5 – 36,3 ‰.

## Описание
На дължина достигат до 50 cm.
Популацията на вида е стабилна.